# 후지와라노 마사코 (홋쇼지 마사히라의 딸)
후지와라노 마사코(일본어: 藤原 雅子 ふじわら の まさこ[*], 생몰년 미상)는 가마쿠라 시대의 여관이다. 아버지는 홋쇼지 마사히라 (후지와라노 마사나가의 손자)이다.
카메야마 천황을 섬겨 텐지가 되었고, 츄나곤노텐지 (中納言典侍)로 불렸다. 키시 내친왕 (쇼케이몬인)의 생모가 되어, 종3위에 올랐다.